# Pfaffenfeindtaler

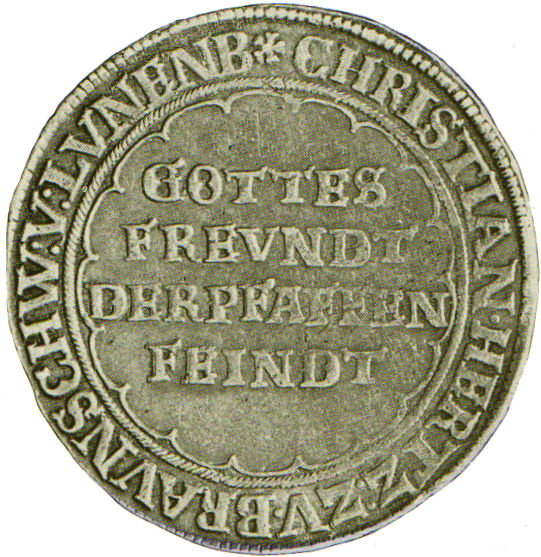
Vorderseite des Pfaffenfeindtalers

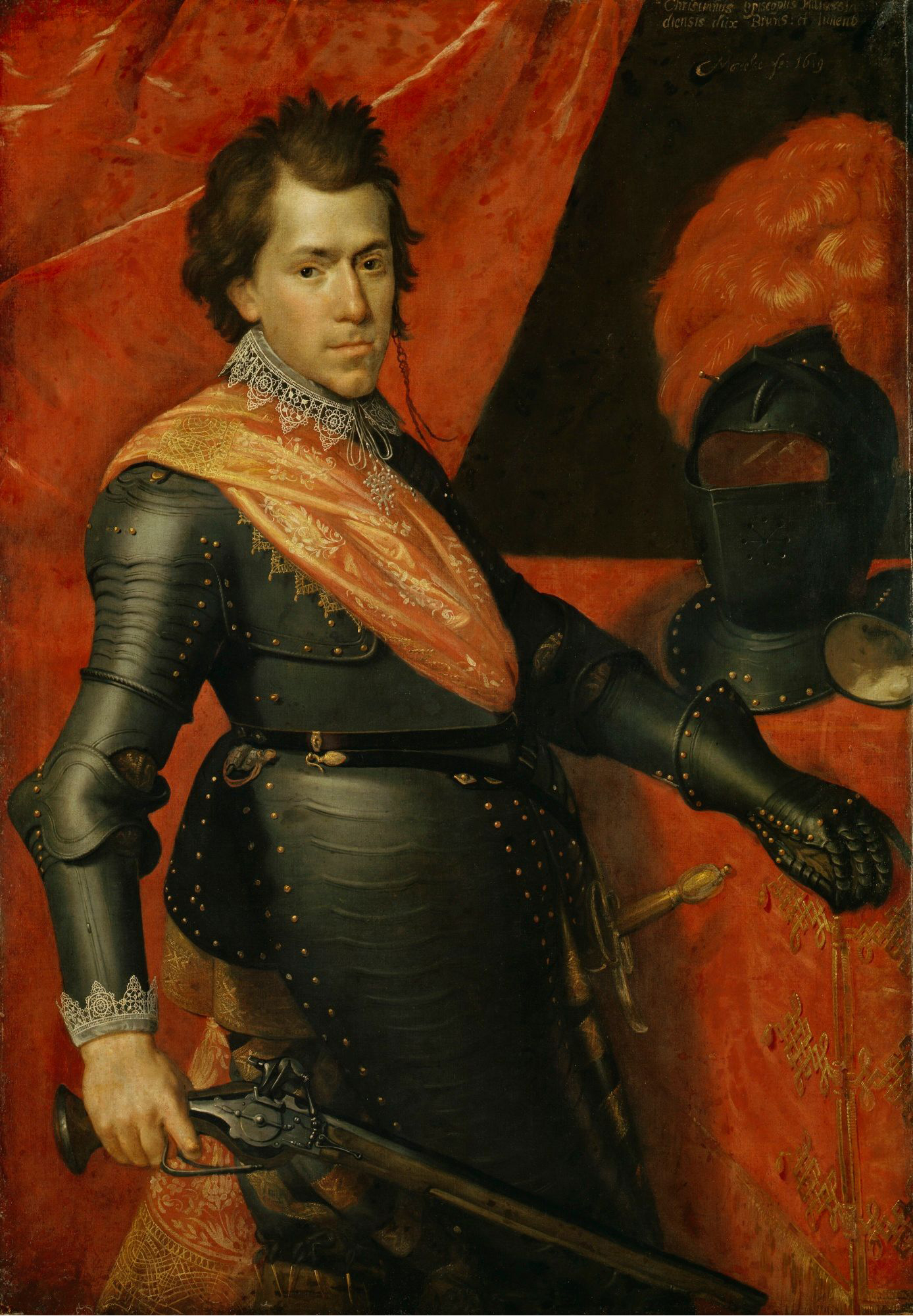
Christian von Braunschweig-Wolfenbüttel (Gemälde von Paulus Moreelse, 1619)

Der Pfaffenfeindtaler, gelegentlich auch als Gottesfreundtaler bezeichnet, ist eine Spottmünze, die Christian von Braunschweig-Wolfenbüttel, Anführer eines protestantischen Söldnerheeres 1622, während des Dreißigjährigen Krieges prägen ließ. Die Prägungen entsprechen in Gewicht und Silbergehalt einem Reichstaler. Das neue Geld dürfte der Finanzierung seiner Kriegszüge und als Sold für seine Truppen gedient haben; zum anderen auch zur Verbreitung seines Ruhmes und als Ausdruck seiner Haltung gegenüber der gegnerischen Katholischen Liga. Der Taler war somit auch ein Propagandainstrument. Einige Zeit lang war der Pfaffenfeindtaler wahrscheinlich auch legales Zahlungsmittel und eine Art Massenmedium zur Demonstration des eigenen Erfolgs und der Macht nicht nur gegenüber der eigenen Gefolgschaft, sondern auch gegenüber den Feinden. Der Taler bzw. seine Entstehungsgeschichte und Bedeutung sind aufgrund der dürftigen Quellenlage auf der einen, vor allem aber auch wegen der schillernden Persönlichkeit des „tollen Christians“ auf der anderen Seite über die Jahrhunderte hinweg von vielerlei Legenden umgeben worden, was dazu geführt hat, dass Phantasie und Wirklichkeit nur schwer voneinander zu trennen sind. In der Numismatik fällt der Pfaffenfeindtaler unter die Feld-, Not- oder Belagerungsmünzen.

## Vorgeschichte
Christian von Braunschweig-Wolfenbüttel, wegen seiner kriegerischen Exzesse auch als „der tolle Christian“ oder „der tolle Halberstädter“ bekannt, war Anführer eines etwa 20.000 Mann starken Heeres, mit dem er im Januar 1622 das katholische Paderborn einnahm. Der Legende nach sollen seine Truppen u. a. den Schatz des Paderborner Domes geraubt haben, der neben Silber und Gold auch den Schrein des Heiligen Liborius umfasste. Zumindest Teile dieses Schatzes sollen anschließend eingeschmolzen worden sein, um den später so bezeichneten Pfaffenfeindtaler daraus prägen zu können.

## Beschreibung

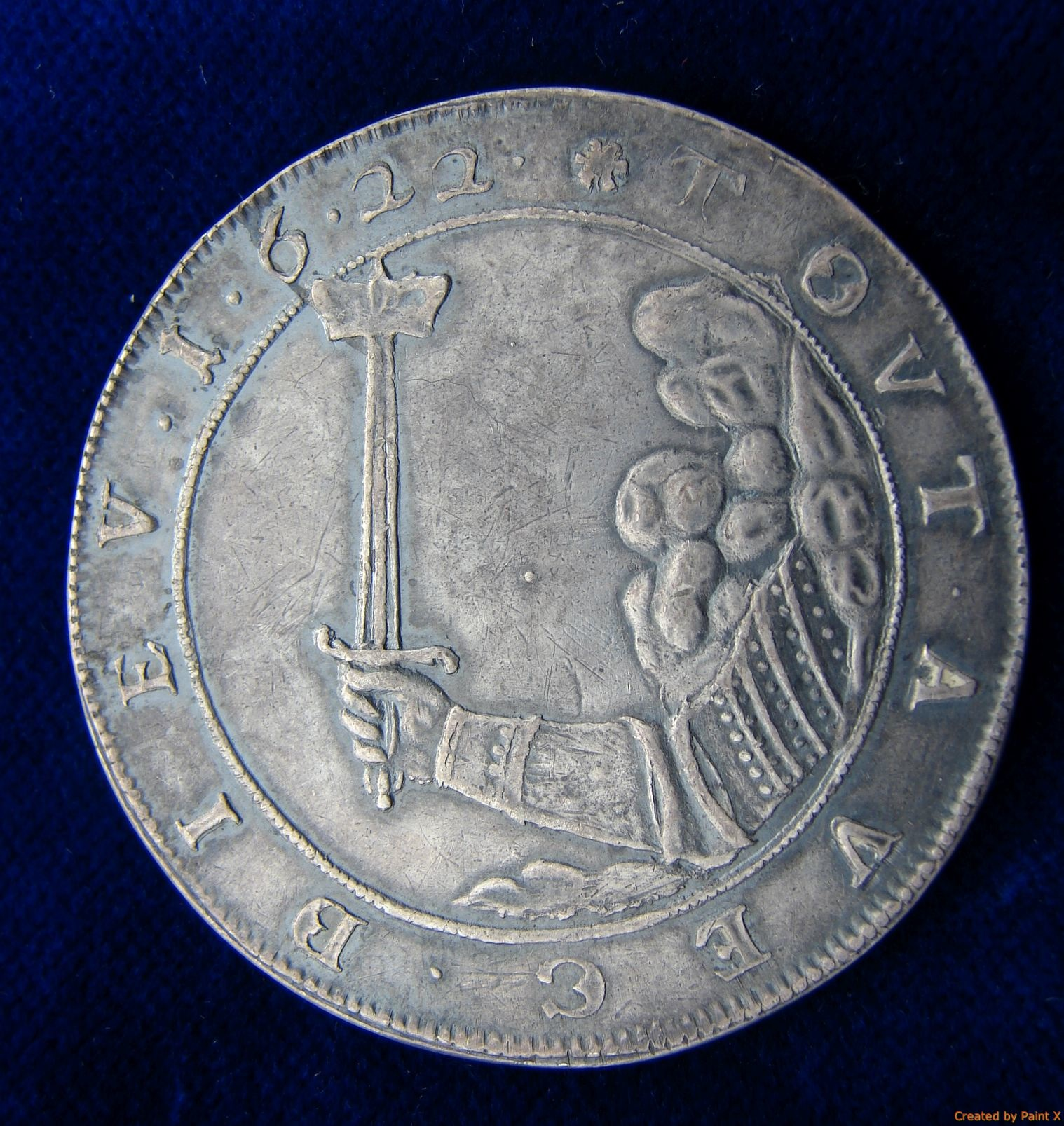
Die Rückseite des Pfaffenfeindtalers mit der Jesuitenkappe auf der Schwertspitze

Heute noch erhaltene Silbertaler haben einen Durchmesser von 41 bis 47 mm. Sie wiegen zwischen etwa 27 und 29 Gramm. Auf der Vorderseite steht in der Mitte „GOTTES FREVNDT / DER PFAFFEN / FEINDT“. Die Umschrift lautet: „CHRISTIAN• HERTZ[OG]: ZV• BRAVNSCHW[EIG]: V[ND]: LVNENB[URG]“. Die Rückseite zeigt einen aus einer Wolke gereckten, gepanzerten rechten Arm, dessen Faust ein Schwert hält. Die Umschrift lautet: „TOUT•AVEC•DIEV•1•6•22“ (Französisch für Alles mit Gott und die Jahreszahl). Bei einer abweichenden und selteneren Version der Münze sitzt auf der Spitze des Schwertes eine Jesuitenkappe, auch „Pfaffenhut“ genannt. Der Begriff „Pfaffe“ ist vor dem Hintergrund Dreißigjährigen Krieges als Schimpfwort für römisch-katholische Geistliche zu verstehen. Wer den Text nicht lesen konnte, der verstand jedenfalls die Symbolik der drohend erhobenen Schwerthand Gottes. Die Wolke symbolisiert den Himmel und damit die göttliche Sphäre.
Als Material wurde hauptsächlich Silber verwendet; es gab aber auch eine geringere Anzahl Gold-Dukaten bzw. Gulden und Münzen, die aber in Durchmesser und Gewicht geringer sind. Wo die Münze geprägt wurde, ist unbekannt, es wird jedoch vermutet, dass dies in Lippstadt geschah, da diese Stadt 1622 für kurze Zeit das Hauptquartier Christians von Braunschweig-Wolfenbüttel war. Allerdings war Lippstadt zu dieser Zeit schon lange keine Münzstätte mehr, was bedeuten würde, dass sämtliche Gerätschaften erst herangeschafft worden sein müssten. Aufgrund der vergleichsweise hohen handwerklichen Qualität der Pfaffenfeindtaler ist eine improvisierte Prägestätte auszuschließen. Vermutungen, Soest oder eine andere Münzstätte (z. B. die seines Bruders Friedrich Ulrich) könnte die Prägestätte gewesen sein, lassen sich nicht zweifelsfrei belegen.

## „Nachleben“ des Pfaffenfeindtalers
Nachdem der Liborius-Schrein bei der Plünderung des Paderborner Domes geraubt und zerstört worden war, um (zumindest einen Teil der) Pfaffenfeindtaler aus dem so gewonnenen Metall zu prägen, entstand zwischen 1624 und 1627 ein neuer Reliquienschrein in der Stadt. Der Legende nach wurde dieser seinerseits aus eingeschmolzenen Pfaffenfeindtalern hergestellt. Tatsächlich befinden sich heute zwei vollständig erhaltene Taler im Dekor des Schreins. Aufgrund des mutmaßlichen Ursprungs des für die Prägung verwendeten Metalls wurde den verbliebenen Pfaffenfeindtalern unter den Katholiken Reliquienstatus beigemessen.
Einige Jahrzehnte später wurde der Taler nochmals nachgeprägt: Zum ersten Mal 1670/71, als sich Herzog Rudolf August von Braunschweig-Wolfenbüttel, ein Verwandter Christians von Braunschweig-Wolfenbüttel, mit Christoph Bernhard von Galen, Bischof von Münster und Fürstabt von Corvey, wegen der Stadt Höxter befehdete. Hierbei wurden aber z. T. auch andere Münzen lediglich überprägt. Ein weiteres Mal soll es zu einer Prägung in den Jahren 1696/97 durch den Breslauer Stempelschneider Johann Reinhold Engelmann gekommen sein.
Für den Corpus der 1947 von Fritz Schwerdt entworfenen und 1961 für die Heilig-Geist-Kirche (Braunschweig) gefertigten Lebensbaummonstranz wurden einige Pfaffenfeindtaler eingeschmolzen. Ein Taler wurde sichtbar im Schauglas der Monstranz eingelassen.